# شتایمکه
شتایمکه (به آلمانی: Steimke) یک منطقهٔ مسکونی در آلمان است که در کلوتزه واقع شده‌است. شتایمکه ۴۳۲ نفر جمعیت دارد.